# Іван Миколайчук (монета)
«Іва́н Миколайчу́к» — пам'ятна монета номіналом 2 гривні, випущена Національним банком України. Присвячена актору, режисеру, сценаристу Івану Васильовичу Миколайчуку, з ім'ям якого пов'язано мистецьке явище, що дістало назву «українське поетичне кіно».
Монету введено в обіг 15 червня 2016 року. Вона належить до серії «Видатні особистості України».

## Опис та характеристики монети
| Номінал грн. | Метал      | Маса, грам | Діаметр, мм. | Якість виготовлення       | Гурт     | Тираж, штук |
| ------------ | ---------- | ---------- | ------------ | ------------------------- | -------- | ----------- |
| 2            | нейзильбер | 12,8       | 31           | спеціальний анциркулейтед | рифлений | 25 000      |

### Аверс
На аверсі монети розміщено: угорі напис «УКРАЇНА» та малий Державний Герб України (праворуч); композицію: унизу — далекі гори, на передньому плані на дзеркальному тлі зображено символічну браму, під якою — струнка постать Івана Миколайчука з ягням на руках, ліворуч номінал «2/ГРИВНІ», праворуч — рік карбування монети «2016» та логотип Банкнотно-монетного двору Національного банку України (унизу праворуч).

### Реверс
На реверсі монети на дзеркальному тлі зображено портрет Івана Миколайчука в оточенні його кіногероїв та написи «ІВАН МИКОЛАЙЧУК», «1941—1987» (ліворуч півколом).

## Автори

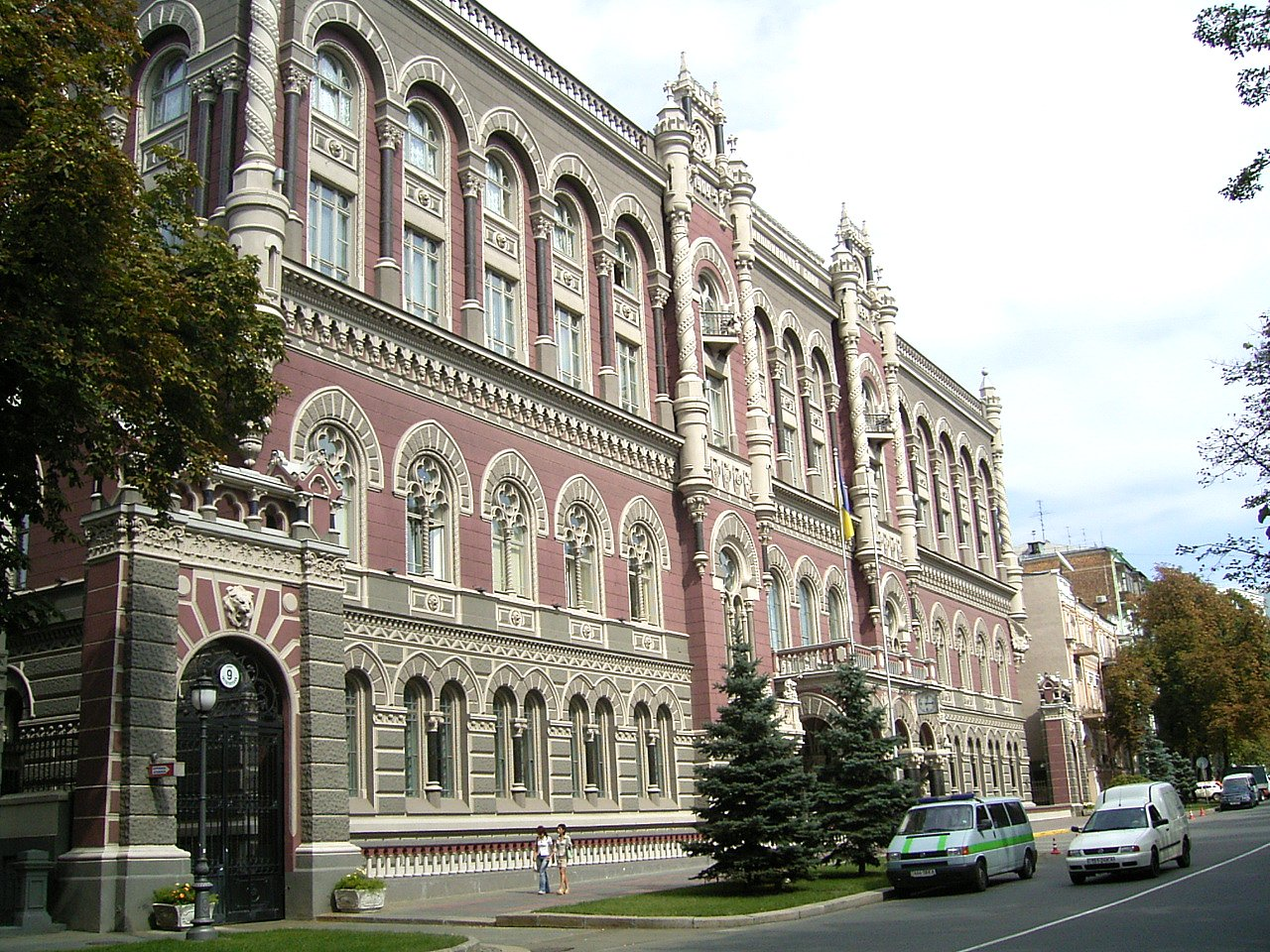
Будівля Національного банку України

- Художник — Кочубей Микола.
- Скульптор — Дем'яненко Анатолій.

## Вартість монети
Під час введення монети в обіг 2016 року, Національний банк України реалізовував монету через свої філії за ціною 30 гривень.
Фактична приблизна вартість монети, з роками змінювалася так:
| Рік        | 2017 | 2018 | 2019 | 2020 | 2021 | 2022 | 2023 | 2024 | 2025 |
| ---------- | ---- | ---- | ---- | ---- | ---- | ---- | ---- | ---- | ---- |
| Ціна, грн. | 95   | 95   | 90   | 90   | 95   | 100  | 155  | 250  | 270  |